# Манастир Брезојевица
Манастир Брезојевица се налази у селу Брезојевица, у близини Плава, у Црној Гори. Припада Епархији будимљанско-никшићкој Српске православне цркве.

## Предање и прошлост
Посвећен Св. Тројици, народно предање овај храм везује за рани средњи вијек – доба Немањића.
У Плавској жупи, у селу Брезјевице, на извору Лима, тамо гдје ријека прави при изласку из језера огроман лук подно вароши Плава, на ушћу ријеке Комараче у Лим, испод узвишења Градац, на коме је некада био град и утврђење, испод стијене, налази се манастир Свете Тројице. Записи казују да су дечански калуђери дали налог јеромонаху Нестору и његовој братији да изграде или обнове манастир на извору Лим у Плавској жупи. На манастиру постоје два натписа из XVI вијека. Један на улазним вратима, а други у прозор олтара. Ниједан у цјелости није очуван, али према њима сазнајемо да је манастир подигао, или обновио, јеромонах Нестор Дечански 1567. године са својом братијом.
Предање каже да је манастир Свете Тројице подигнут 30 година прије манастира Високи Дечани, а да је данашњи облик манастира грађен на рушевинама првобитног здања којег су Турци разорили када су покорили Плавску Жупу.
Манастир је грађен уз помоћ кнеза Вукомира Стеванова и Живка Бјелакова из династије Немањић, господара Плавске Жупе. Они на светим водама Лима подигоше Дрезгавицу (Брезојевицу цркву) о чему постоје записи, а Јован Цвијић износи податак да је манастир саградио Нестор уз помоћ Велможа Немањића о чему свједочи и живопис на олтару манастира и да је "жртвеник" обављен уз помоћ донатора Мари... Марина Марића. Овај податак саопштава и професор Сретен Петковић у раду: "Трагом једне сликарске групе из друге половине XVI столећа", "Зборник Филозофског факултете", књига VIII , Београд. стр. 541—553. Овај живопис наводи Петковић, објављен је, такође, за вријеме старца Нестора. У то доба Брезојевички манастир је имао јурисдикцију која је обухватала простор Плавске Жупе до Злоречице (Добре ријеке), Чакора и Трескавице изнад Плава, па до изнад Проклетија.
Манастир је био запуштен од 1850. године, а 1912. године и након 1945. године, насилно рушен. Након ових бројних напуштања, претворен је у парохијски гробљански храм. Према предању и неким записима, обновљен је 1567. године и данас је као и у прошлости центар окупљања житеља не само овог дијела сјеверне Црне Горе, него и шире.. Манастир је зидан у византијском стилу, без кубета, те припада стилу једнобродних сакралних објеката са припратом и полукружном апсидом. Зидови и припрата храма били су украшени живописом који је радила иста група зоографа која је живописала манастир Mорачу.
У ратним вихорима манастир је виша пута паљен и дизан из пепела, па су фреске уништене, изузев незнатних фрагмената. Као духовни центар светосавског православља на овим просторима, због свог историјског и просвјетног значаја, манастир привлачи пажњу не само вјерника-ходочасника, него и туриста, a постао је и значајан центар саборовања.
Претпоставља се да је некада био метох манастира Високи Дечани, или Пећке Патријаршије.